# Norra Östergötlands Järnvägar
Norra Östergötlands Järnvägar (NÖJ) var ett järnvägsföretag som bestod av de tidigare enskilda järnvägarna Pålsboda-Finspång Järnväg och Finspång-Norsholms Järnväg. Företagen hade redan gemensam förvaltning. År 1895 kom ett förslag att slå samman dessa banor med Norsholm-Ristens kommunikationsaktiebolag, Västervik-Åtvidaberg-Bersbo Järnväg och Västervik-Hultsfreds järnvägsaktiebolag, vilka även de hade gemensam förvaltning, men så skedde ej. Istället bildades samma år konsortiet Norra Östergötlands Järnvägsaktiebolag vilket kom att bestå av banorna Pålsboda-Finspång och Finspång-Norsholm. Bolaget startade formellt sin verksamhet den 1 december 1896.

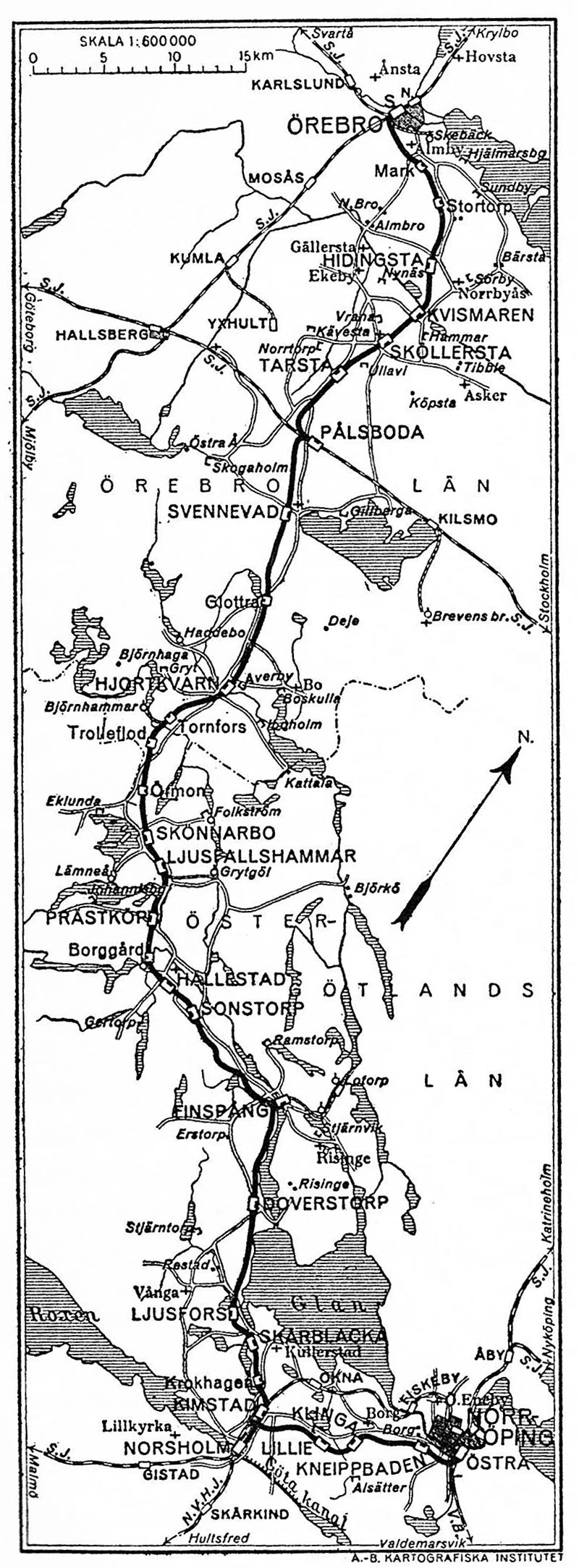
NÖJ. karta 1926.

## Historik
Den 1 april 1899 påbörjade man en banförlängning från Pålsboda till Örebro södra och bandelen öppnades för trafik 5 januari 1901. 1899 hade ett förslag om att förlänga järnvägen till Norrköping väckts och efter många turer invigdes denna bandel 3 juni 1906. 
Efter öppnandet av bandelen till Norrköping ökade kraven på järnvägsföretaget och det var inte längre ett bolag som körde lokaltrafik mellan ett antal småorter, utan ett större trafikföretag. Detta betydde i praktiken att man anskaffade starkare lok och bättre vagnar samt höjde banstandarden och därmed också den största tillåtna hastigheten.
Med tiden kom även NÖJ att möta en allt hårdare konkurrens från landsvägstrafiken. Detta mötte man genom att 1930 bilda Trafikförvaltningen Östergötlands Smalspåriga Järnvägar (TÖJ). Detta företag hade bildats av Mellersta Östergötlands Järnväg och Norrköpings-Söderköping-Vikbolandets Järnväg. Samarbetet gällde främst administration och verkstadsresurser. 

### Till SJ
Den 1 juli 1940 förstatligades NÖJ och verksamheten infogades i Statens Järnvägar.

### Nedläggning och breddning
Den 27 maj 1962 upphörde all trafik på sträckan Örebro Södra-Hjortkvarn och persontrafiken mellan Hjortkvarn och Finspång och spåren revs upp. Sträckan Skärblacka-Finspång breddades till normalspår och trafiken inleddes den 22 juli 1962. Den 1 september samma år lade man ner persontrafiken mellan Norrköping Östra och Kimstad och Den 31 maj 1964 lades all trafik ned mellan Kimstad och Norsholm. Därefter levde godstrafiken kvar mellan Hjortkvarn och Finspång, men denna lades officiellt ned den 1 juli 1988. Den 1 januari 1970 lades den normalspåriga persontrafiken mellan Finspång och Kimstad ner. Kimstad-Norrköping Östra revs upp 1963 och Kimstad-Norsholm revs 1964. Hjortkvarn-Finspång revs gradvis 1988–1991. I dagsläget finns endast den normalspåriga sträckan Kimstad – Finspång kvar och här bedrivs endast godstrafik.
Delar av den gamla banvallen i Örebro används idag som cykelväg från universitetet till Marks station. Även cykelvägen från Sörbyängen till Ladugårdsängen i Örebro utgörs delvis av denna banvall.
Sträckan mellan Finspång och Borggård en skyltad cykelväg med grusunderlag. Under 2023 har sträckan Kimstad-Skärblacka elektrifierats.

## Bevarade fordon
Vid museijärnvägen Upsala-Lenna Jernväg finns ett av NÖJ:s ånglok, nr 16, bevarat.

## Bildgalleri

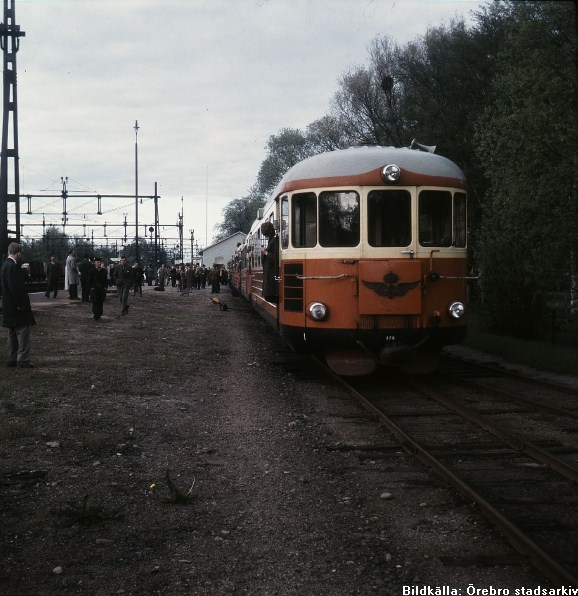
Rälsbuss vid Örebro södra 1960
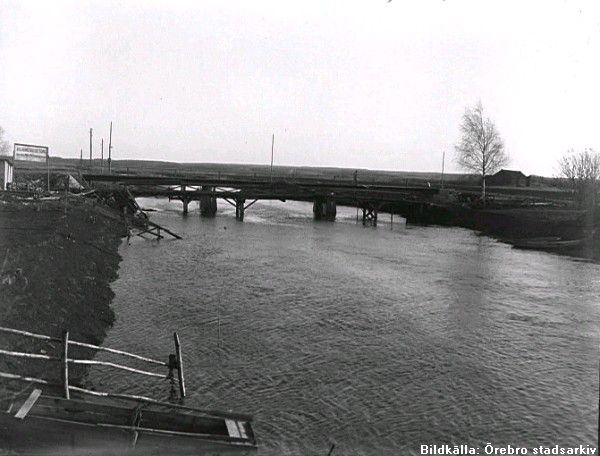
Byggnation av järnvägsbro vid Kvismare kanal
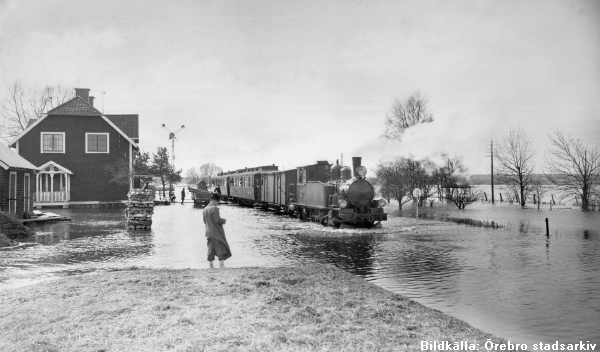
Översvämning vid Kvismare station våren 1937
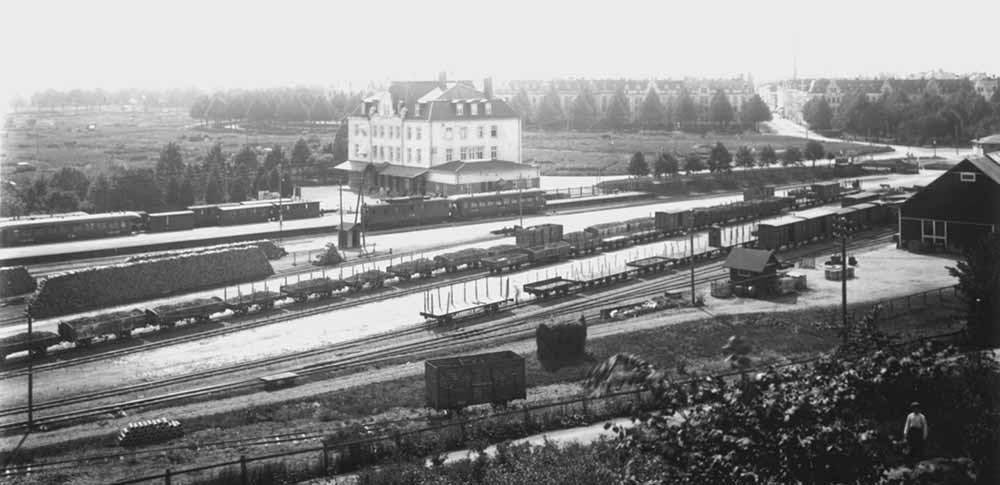
Norrköpings östra
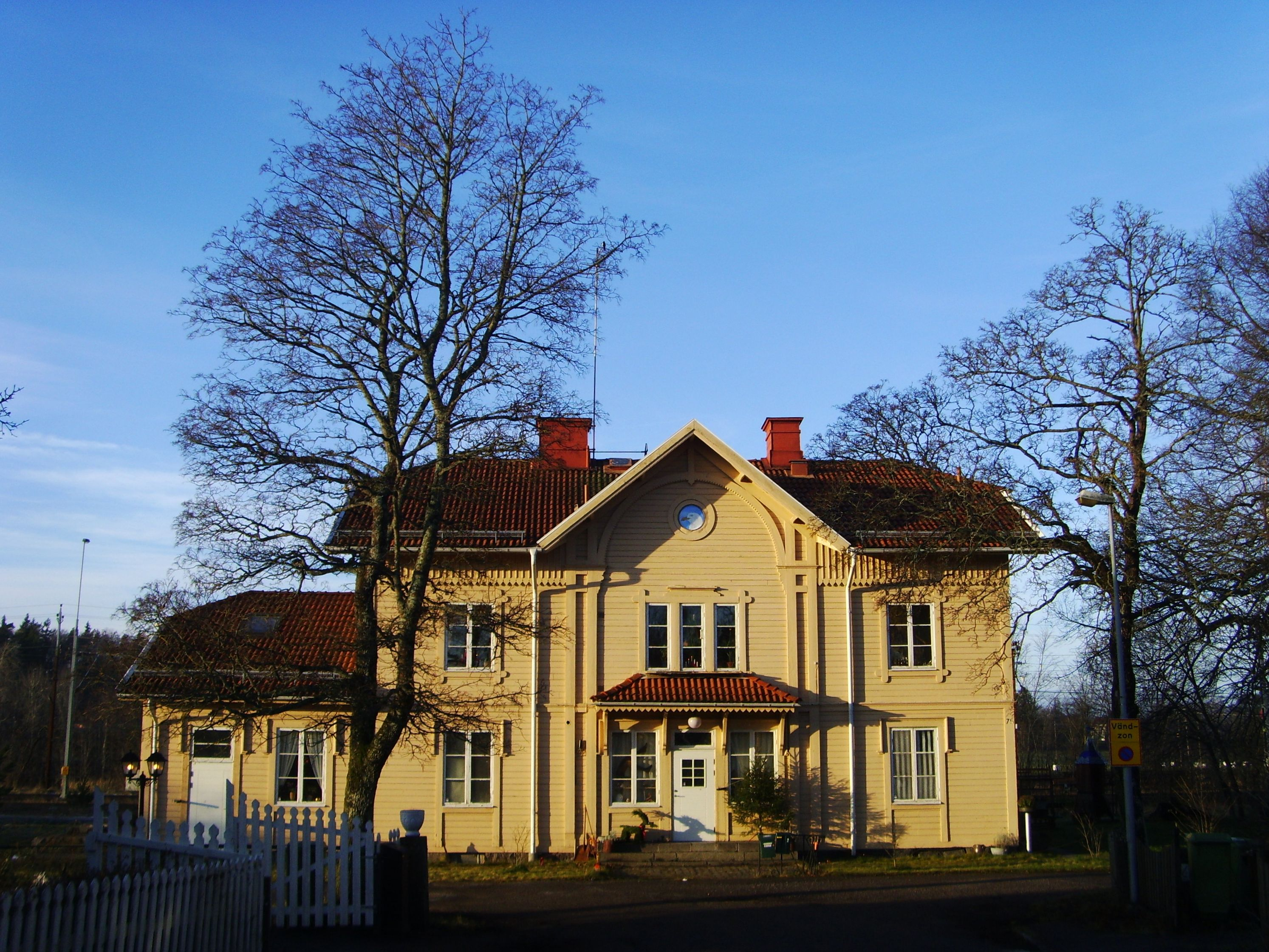
Kimstads station 2008